# Paralimna ornatifrons
Paralimna ornatifrons är en tvåvingeart som beskrevs av Meijere 1914. Paralimna ornatifrons ingår i släktet Paralimna och familjen vattenflugor. Inga underarter finns listade i Catalogue of Life.